# 이심원충신정려현판
이심원충신정려현판(李深源忠臣旌閭懸板)은 대한민국 충청남도 계룡시 금암동에 있는 정려현판이다. 1995년 3월 6일 충청남도의 문화재자료 제338호로 지정되었다.

## 개요
조선 성종 때의 문신이자 태종의 둘째아들인 효령대군의 증손자인 이심원(1454∼1504)의 충절을 기리고 있는 정려문에 내린 현판이다.
이심원은 김종직의 문인으로, 성질이 엄정하고 학문과 의술에 정통하였다. 성종 9년(1478) 주계부정에 제수된 후 성종 18년(1487) 과거에 장원으로 급제하여 정의대부에 임명되었다. 고모부인 임사홍 부자의 간사한 사실을 알고 성종임금에게 임사홍을 중요한 자리에 쓰지 말 것을 다섯차례나 상소로 올리기도 하였다. 하지만 이로 인해 연산군 10년(1504) 갑자사화 때 임사홍의 모함으로 두 아들과 함께 죽임을 당하였다.
중종 14년(1519) 조광조 ·정광필 등의 상소로 죄를 면하고, 주계군으로 증직되었다. 이후 홍록대부로 추증되어 그의 충절을 기리는 정려문이 세워졌다. 그의 이러한 행적을『명신록』, 『삼강행실』, 『국고보감』등의 책에 기록하여 학문과 충절을 돋보이도록 하였다. 저서로는 『성광유고』가 있다.

## 참고 문헌
- 이심원충신정려현판 - 국가유산청 국가유산포털